# 吳應造
吳應造（？—？），字均大，一字徽人，福建福清人 ，清朝政治人物，進士出身。
雍正八年（1730年）登庚戌科進士。乾隆九年（1744年）上任臺灣府儒學教授。他將台湾的所見所聞寫入《海录随事》。